# Ercole Rigamonti
Ercole Rigamonti (Lambrugo, 4 novembre 1913 – Como, 21 agosto 2000) è stato un ciclista su strada italiano.

## Carriera
Da dilettante concluse al secondo posto due importanti corse della categoria nel 1935, il Piccolo Giro di Lombardia dietro Diego Marabelli e la Tre Valli Varesine dietro Pietro Chiappini. Nel 1936 vinse invece la Coppa Andrea Boero a Genova.
Pur non divenendo mai professionista, corse l'edizione 1937 della Milano-Sanremo da indipendente portandola a conclusione.

## Palmarès
- 1936 (dilettanti)

Coppa Andrea Boero

## Piazzamenti

### Classiche monumento
- Milano-Sanremo

1937: 57º